# 北歐牧歌
北歐牧歌(瑞典語：Kulning)，是一種用於山區放牧活動的歌唱方式，與瑞士、奧地利之阿爾卑山區傳唱的約德爾調相關。起源於即興創作，能夠遠距離傳遞訊息。其歌聲可加入個人特色，使之不只聯絡，也能區分身分。可形成類似語句的結構，但通常不需要使用一般詞彙。
近幾十年最常用的詞語Kulning源自瑞典達拉納省，其他瑞典方言也稱之為kôlning、kauking、kaukning、hojning、kujning等。而挪威及瑞挪交界地區則常用Laling一詞，或者lålning、hjaling、hauking、huving、kauking、gukko等名稱。
瑞典積極爭取，將夏季牧場以及牧歌文化列入聯合國教科文組織非物質文化遺產名單。